# Yang Tingzhang
| 145534 Jhongda      | 1º aprile 2006 |
| 145545 Wensayling   | 22 maggio 2006 |
| 161715 Wenchuan     | 23 giugno 2006 |
| 168126 Chengbruce   | 1º aprile 2006 |
| 202605 Shenchunshan | 18 aprile 2006 |
| 210030 Taoyuan      | 24 giugno 2006 |
| 239200 Luoyang      | 23 giugno 2006 |
| 268669 Bunun        | 18 marzo 2006  |

Yang Tingzhang (楊庭彰T, Yáng TíngzhāngP; ...) è un astronomo taiwanese, in contesto anglosassone noto come Ting Chang Yang.
Il Minor Planet Center gli accredita la scoperta di dodici asteroidi, effettuate tra il 2006 e il 2007, tutte in collaborazione con Quanzhi Ye.